# ロビン・デクライフ
ロビン・デクライフ（Robin de Kruijf、1991年5月5日 - ）は、オランダの元女子バレーボール選手。元オランダ代表。

## 来歴
2009年にオランダ代表に初選出される。同年のモントルーバレーマスターズでデビューした。同年8月のワールドグランプリ2009では4位、欧州選手権では銀メダルを獲得した。
2010年10-11月開催に世界選手権に出場した。世代交代が進むチームの中でも、2013年のFIVBワールドグランプリではレギュラーとして活躍した。
2014年には代表チームの主将を務め、同年のエリツィン杯で銅メダルを獲得、世界選手権に出場した。2015年10月の開催された欧州選手権で銀メダルを獲得した。2016年7月のワールドグランプリで銅メダルを獲得した。また、同年8月のリオ五輪ではベスト4へ導いた。
2014年、トルコリーグの強豪ワクフバンクSKに移籍。
2016年からはイモコ・コネリアーノでプレーした。2021年にオランダ代表を引退、2024年に現役引退。

## 球歴
- オリンピック - 2016年（4位）
- 世界選手権 - 2010年（11位）、2014年（13位）
- 欧州選手権 - 2009年（2位）、2011年（7位）、2013年（9位）、2015年（2位）
- ワールドグランプリ - 2009年（4位）、2010年（7位）、2013年（12位）、2014年（14位）、2015年（13位）

## 受賞歴
- 2016年 リオデジャネイロオリンピック ヨーロッパ予選　ベストミドルブロッカー

## 所属クラブ
- Taurus （2006-2007年）
- Pollux oldenzaal （2007-2008年）
- Martinus Amstelveen （2008-2009年）
- TVC Amstelveen （2009-2011年）
- ドレスナーSC （2011-2013年）
- River Volley Piacenza （2013-2014年）
- ワクフバンクSK（2014-2016年）
- イモコ・コネリアーノ（2016-2024年）